# (8971) Leucocephala
(8971) Leucocephala ist ein im äußeren Hauptgürtel gelegener Asteroid, der am 29. September 1973 von dem niederländischen Astronomenehepaar Cornelis Johannes van Houten und Ingrid van Houten-Groeneveld entdeckt wurde. Die Entdeckung geschah im Rahmen der 2. Trojaner-Durchmusterung, bei der von Tom Gehrels mit dem 120-cm-Oschin-Schmidt-Teleskop des Palomar-Observatoriums aufgenommene Feldplatten an der Universität Leiden durchmustert wurden, 13 Jahre nach Beginn des Palomar-Leiden-Surveys.
Der mittlere Durchmesser des Asteroiden wurde mithilfe des Wide-Field Infrared Survey Explorers (WISE) mit 11,306 (±0,272) km berechnet. Die berechnete Albedo von 0,066 (±0,014) lässt auf einen dunkle Oberfläche schließen.
Der Asteroid gehört zur Themis-Familie, einer Gruppe von Asteroiden, die nach (24) Themis benannt wurde. Die zeitlosen (nichtoskulierenden) Bahnelemente von (8971) Leucocephala sind fast identisch mit denjenigen von zehn kleineren Asteroiden, zum Beispiel (31689) Sebmellen, (152845) 1999 VX146 und (179455) 2002 AB172.
(8971) Leucocephala ist nach der Weißkopf-Ruderente benannt, deren wissenschaftlicher Name Oxyura leucocephala lautet. Die Benennung erfolgte am 2. Februar 1999. In den 1990er-Jahren war der  Bestand der Weißkopf-Ruderente in Europa stark gefährdet.